# Ifigenia (Rotrou)
Ifigenia (Iphigénie en Aulide), il cui titolo completo è Ifigenia in Aulide, sebbene sia ricordata solo con il nome della protagonista, è una tragicommedia in versi di Jean de Rotrou del 1640.
È la prima tragedia del teatro classico rinascimentale francese ispirata al mito di Ifigenia.
Nella sua Iphigénie (1674), Jean Racine si ispirò largamente alla tragedia di Rotrou.